# Chokio (Minnesota)
Chokio es una ciudad ubicada en el condado de Stevens en el estado estadounidense de Minnesota. En el Censo de 2010 tenía una población de 400 habitantes y una densidad poblacional de 327,21 personas por km².

## Geografía
Chokio se encuentra ubicada en las coordenadas 45°34′24″N 96°10′29″O / 45.57333, -96.17472. Según la Oficina del Censo de los Estados Unidos, Chokio tiene una superficie total de 1.22 km², de la cual 1.22 km² corresponden a tierra firme y (0%) 0 km² es agua.

## Demografía
Según el censo de 2010, había 400 personas residiendo en Chokio. La densidad de población era de 327,21 hab./km². De los 400 habitantes, Chokio estaba compuesto por el 99% blancos, el 0% eran afroamericanos, el 0% eran amerindios, el 0.25% eran asiáticos, el 0% eran isleños del Pacífico, el 0.5% eran de otras razas y el 0.25% pertenecían a dos o más razas. Del total de la población el 0.5% eran hispanos o latinos de cualquier raza.